# سعة الاحتمال
سعة الاحتمال في ميكانيكا الكم هو عدد مركب يعطى مربع قيمته المطلقة احتمال وجود جسيم في نقطة ما في الفراغ طبقاً لأحد حلول دالة موجية. وعلى سبيل المثال فقيم دالة موجية موحدة {\displaystyle \ \psi } تمثل بعدد من السعات (مطالات) حيث أن {\displaystyle \ |\psi |^{2}} تعطي كثافة احتمال التواجد في النقطة {x}. وقد تؤدي سعة الاحتمال أيضا إلى حلول ذات قيم متقطعة للدالة الموجية.
بافتراض حالة جسيم كمومي، وطبقا لتفسير كوبنهاغن فإن قيم الدالة الموجية {\displaystyle \psi } تمثل مطالات احتمال التواجد في نقطة معينة. فعند تعيين مكان تواجد جسيم فيكون احتمال وجود الجسيم في الحجم {\displaystyle V} مساويا:
{\displaystyle \int _{V}|\psi (\mathbf {x} )|^{2}\,\mathrm {d} \mathbf {x} ,}
أي أن {\displaystyle \ |\psi |^{2}} يمثل كثافة احتمال وجود الجسيم فيه.

## الدالة الموجية ومطال الاحتمال
يرجع استخدام مطال الاحتمال كتفسير فيزيائي للدالة الموجية إلى ماكس بورن وهو تفسير يعتمد أيضا على تفسير كوبنهاغن لميكانيكا الكم. فقد استخدمت خواص الدالة الموجية في تقدير بعض الظواهر الطبيعية (مثل إصدار الذرات لأشعة ذات ترددات محددة منفصلة) قبل التوصل إلى تفسير فيزيائي لها. وقد حاز ماكس بورن على جائزة نوبل للفيزياء عام 1954 بسبب صياغته ذلك التفسير، رغم أن هذا التفهم كان موجودا من قبل واقترحه الفيزيائيون العاملين بالفعل في ميكانيكا الكم مثل شرودنجر. ولذلك يسمى الاحتمال المحسوب رياضيا «باحتمال بورن»، كما أن الشروط المستخدمة لحسابات الاحتمال عن طريق استخدام الدالة الموجية تسمى أحيانا «قاعدة بورن».
ويكتسب مطال الاحتمال تلك الأهمية بسبب انطباق قوانين مماثلة علية في ميكانيكا الكم كما في حسابات الاحتمالات التقليدية. ويوضح ذلك تجربة الثقبين.

## تجربة الشقين

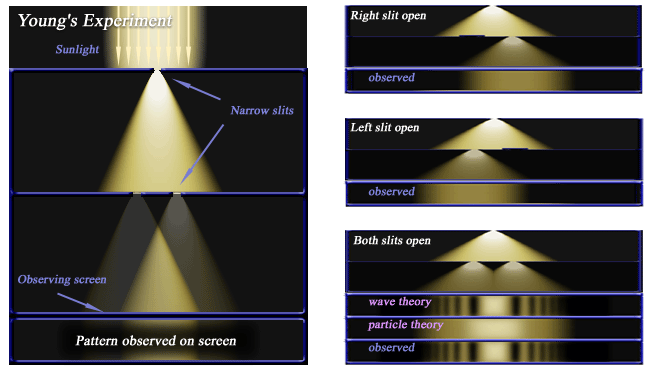
تجربة شقي يونج. توضح صور اليمين دخول الإلكترونات من الشق الأيمن وحده ، ودخوله من الشق الأيسر ، ثم دخول الشعاعين وتداخلهما : لا نحصل على صورتين للشقين فقط ، وإنما يُحدث تداخل موجات الإلكترونات عدة صور.

في تجربة الشقين التي أجراها العالم الفيزيائي يونج  توجه إلكترونات ذات سرعة واحدة في اتجاه ثقبين، بحيث يمكن القول أن:
P(احتمال المرور من إحدى الشقين) = P(احتمال المرور من الشق 1) + P(احتمال المرور من الشق 2)
حيث: P(حدث) هو احتمال حدوث ذلك الحدث.
وتتبع المطالات المركبة التي تتخذها دالتي الموجتين التي تصفان مرور الإلكترون خلال الشقين ما تأتي به المشاهدة:
ψ(الكلية) = ψ(الثقب 1) +  ψ (الثقب 2)
وتنطبق الحسابات مع نتائج التجربة. وذلك هو مبدأ التطابق الكمومي وهو يفسر ضرورة استخدام المطالات المركبة بدلا عن القيم الحقيقية من أجل وصف حالة النظام عند حدوث تداخل الموجات.

## اقرأ أيضًا
- دالة موجية
- تذبذب
- حيود براج
- قانون براج
- تداخل
- حيود الإلكترونات
- تردد فراغي